# Juli 2017
Dit artikel geeft een chronologisch overzicht van de belangrijkste gebeurtenissen per dag van de maand juli in het jaar 2017.

## Gebeurtenissen

### 1 juli
- Nevada is de vijfde staat van de Verenigde Staten waar cannabis gelegaliseerd wordt.
- In de Spaanse hoofdstad Madrid nemen zo'n twee miljoen mensen deel aan de WorldPride Parade.
- Opening van de nieuwste attractie van de Efteling: Symbolica

### 2 juli
- In de Syrische hoofdstad Damascus maakt een bomauto minstens 21 doden.
- Veertien mensen komen om wanneer een bus inrijdt op een vrachtwagen en vuur vat in de buurt van Zainsk, in de Russische deelrepubliek Tatarstan.

### 3 juli
- In de Chinese provincies Hunan, Guangxi, Zhejiang en Guizhou moeten honderdduizenden mensen hun woningen verlaten vanwege overstromingen en aardverschuivingen na zware regenval. Er zijn ook tientallen doden en vermisten.

### 6 juli
- In de Japanse provincies Fukuoka en Oita moeten in totaal bijna 500.000 mensen hun woning verlaten vanwege overstromingen en aardverschuivingen na zware regenval.

### 7 juli
- In het Duitse Hamburg gaat de nieuwe G20-top van start, onder leiding van Angela Merkel. Elders in de stad wordt tegen de top gedemonstreerd.

### 8 juli
- Abdelhak Nouri had een hartstilstand op het veld.

### 9 juli
- Na een strijd van 9 maanden is de Iraakse stad Mosoel geheel heroverd op terreurorganisatie IS, die de stad drie jaar geleden innam.

### 12 juli
- Een ijsschots met een oppervlak van 5800 km² (vergelijkbaar in grootte met de provincie Gelderland) breekt af van Larsen C, een deel van de Larsen-ijsplaat.
- In de Iraakse stad Mosoel wordt weer gevochten met strijders van IS, nadat enkele dagen eerder officieel de overwinning werd uitgeroepen.

### 16 juli
- Gastland Nederland begint het EK voetbal voor vrouwen met een 1-0 overwinning op Noorwegen.

### 17 juli
- Bij Vijfhuizen wordt het Nationaal Monument MH17 onthuld, ter herdenking van de slachtoffers van de vliegramp die drie jaar geleden plaatsvond.

### 20 juli
- Gastland Nederland wint ook het tweede duel bij het EK voetbal voor vrouwen. De ploeg van bondscoach Sarina Wiegman is met 1-0 te sterk voor Denemarken.
- België wint voor het eerst een wedstrijd in een EK voetbal voor vrouwen. Bij hun eerste deelname aan een eindronde wordt het 0-2 tegen Noorwegen.

### 21 juli
- Het Gemeenschappelijk Hof van Justitie bevestigt de veroordeling van Gerrit Schotte voor corruptie als minister-president van Curaçao en veroordeelt hem tot 3 jaar gevangenisstraf en 5 jaar uitsluiting van het kiesrecht. Schotte gaat in cassatie tegen de uitspraak.
- Bij een aardbeving met een kracht van 6,7 op de schaal van Richter op het Griekse eiland Kos vallen twee doden en meer dan 120 gewonden. In het Turkse Bodrum veroorzaakt de beving een kleine vloedgolf.

### 24 juli
- Bij een aanslag met een autobom in de Afghaanse hoofdstad Kabul vallen tientallen doden. De taliban eisen de verantwoordelijkheid voor de aanslag op.
- Gastland Nederland wint ook het derde duel bij het EK voetbal voor vrouwen. De ploeg van bondscoach Sarina Wiegman is ditmaal met 2-1 te sterk voor België.

### 27 juli
- Epic Games brengt het third-person shooter computerspel Fortnite uit.

### 28 juli
- Alle 48 Democratische senatoren stemmen tegen de afschaffing van Obamacare, evenals drie Republikeinen, onder wie senator John McCain.

### 29 juli
- De Europese Commissie begint een juridische procedure tegen Polen. Dat land zou door een nieuwe wet inzake het benoemen van rechters de rechtsstaat ondermijnen.
- Bij een aanval op de woning van de Keniaanse vicepresident William Ruto komen een gewapende man en een politieagent om het leven. Het opmerkelijke incident vindt plaats in Eldoret, in het westen van het Oost-Afrikaanse land.
- Gastland Nederland bereikt de halve finales van het EK voetbal voor vrouwen. De ploeg van bondscoach Sarina Wiegman is in de kwartfinale in Doetinchem met 2-0 te sterk voor Zweden.

### 30 juli
- De Verenigde Staten moeten van president Poetin voor 1 september het Amerikaans diplomatenkorps in Rusland met ruim zestig procent inkrimpen. Deze maatregel is een antwoord op het besluit van de regering-Obama om 35 Russische diplomaten en hun families naar huis te sturen.
- In Algerije wordt een piloot gearresteerd omdat hij een jongetje tijdens de vlucht de controle over zijn toestel heeft gegeven.

## Overleden
← · januari · februari · maart · april · mei · juni · juli · augustus · september · oktober · november · december ·  →